# اکتاویوس مامیلیوس
اکتاویوس مامیلیوس (به لاتین: Octavius Mamilius) (متولد قرن ششم ق.م. ــ متوفی ۴۹۹ یا ۴۹۶ ق. م) یک نظامی و اشراف‌زادهٔ لاتین و داماد لوکیوس تارکوئینیوس متکبر بود.

## تبار
او بزرگرین مهترِ قومِ لاتینان (همسایگان جنوبی روم) بود، چنان‌که تیتوس لیویوس، مؤرخ کتاب از پیدایش روم، می‌گوید که برطبق افسانه‌ها تبارش به نسل اودیسئوس و کیرکه می‌رسد. آخرین پادشاه روم، لوکیوس تارکوئینیوس متکبر، دختر خویش را بدو داد تا اتحاد و دوستی قوم لاتینان را به خود جلب کرده باشد. پس از سرنگونی پادشاهی روم در ۵۰۹ ق. م، تارکوئینیوس و پسرانش (تیتوس و آرونس و سکستوس) از روم گریختند؛ بدین‌صورت که شاه و دو فرزند اولش به کائره (از شهرهای اتروسکان) گریختند و سکستوس نیز به گابیئی ــ که همان‌جا هم کشته شد. سپس شاه مخلوع برای بازگشت به تاج‌وتخت روم سه بار با جمهوری تازه‌تأسیس روم جنگ کرد: نخست سپاهی از وینت‌ها و اهالی تارکوئینیئی گرد آورد اما شکست خورد (۵۰۹ ق. م) سپس به دولت‌شهر کلوسیوم و پادشاهش لارس پورسنامتوسل شد تا روم را محاصره کند، اما پورسنا با دیدن شجاعت رومیان در دفاع از آزادی‌شان کار را رها کرد و با آنان در صلح شد (۵۰۸ ق. م)، سپس در آخرین بخت‌آزمایی به داماد لاتینش اکتاویوس مامیلیوس پناهنده شد. اکتاویوس سپاهی از دولت‌شهرهای لاتین گرد آورد و به جنگ جمهوری روم شد و دو سپاه ــ لاتینان و سلطنت‌طلبان از یکسو و رومیان از سوی دیگر ــ در دریاچهٔ رگیلوس با یکدیگر جنگیدند. (۴۹۹ یا ۴۹۶ ق. م)

## نبرد دریاچهٔ رگیلوس
در ۴۹۹ یا ۴۹۶ قبل از میلاد، مامیلیوس به‌عنوان دیکتاتور دولت‌شهر توسکولوم با سپاهش ــ که تارکوئینیوس متکبر و تنها پسر بازمانده‌اش تیتوس فرماندهی بخشی از آن را برعهده داشتند ــ روانهٔ روم شد، لیکن سپاه روم به سرکردگی دیکتاتور آئولوس پستومیوس در حوالی دریاچه رگیلوس، که چندان از توسکولوم دور نبود، سد راه سپاهش شد. چون رومیانِ جمهوری‌خواه شنیدند که تارکوئینیوس متکبر در سپاه لاتینان حضور دارد، با جلادتی بی‌سابقه حرب کردند و چنان جنگی خونین روی داد که، به‌گفتهٔ تیتوس لیویوس، به‌جز دیکتاتور رومی هیچ‌یک از سران دو سپاه سالم و سلامت از جنگ بیرون نیامد. در این جنگ، درحالی‌که مامیلیوس به کمک افراد زیردست تیتوس تارکوئینیوس می‌شتافت، به‌نیزهٔ تیتوس هرمینیوس، سردار رومی، از پای درآمد. این نبرد با پیروزی جمهوری روم پایان یافت و سومین و آخرین شکست سلطنت‌طلبان را رقم زد، و نه‌تنها پایه‌های جمهوری تازه‌تأسیس روم را مستحکم ساخت، بلکه لاتینان را تحت سیطرهٔ روم درآورد و ایشان بدل به متحدی وفادار برای روم شدند.